# Petronius Maximus
Flavius Petronius Maximus (pravděpodobně Flavius Anicius Petronius Maximus, kolem roku 396 – 31. května 455) byl západořímský císař vládnoucí po dobu dvou měsíců od 17. března 455 do své smrti.
Tento bohatý senátor, pocházející patrně z urozeného římského rodu, absolvoval úspěšnou politickou kariéru, v rámci níž zastával řadu významných postů. Na podzim 454 se zapletl do vraždy generála Aetia, faktického vládce Západu, a o několik měsíců později se zřejmě podílel na násilné smrti císaře Valentiniana III. Po jeho zavraždění dosedl na trůn a přinutil ke svatbě vdovu po svém předchůdci, císařovnu Licinii Eudoxii. Svoji moc však nedokázal konsolidovat, neboť Itálii napadli Vandalové. Krátce po jejich příchodu Maximus padl za oběť rozzuřenému davu, načež barbaři podruhé během jediného století vydrancovali Řím.

## Život

### Původ a kariéra
Petronius Maximus se narodil okolo roku 396. Ačkoli jeho původ je nejasný, někteří historikové se domnívají, že patřil k mimořádně urozenému aristokratickému rodu Aniciů. Dle této hypotézy měl být příbuzným pozdějšího císaře Olybria, synem konzula Anicia Probina a jeho manželky Ennodie a vnukem Sexta Claudia Petronia Proba, jenž byl ve druhé polovině 4. století konzulem a opakovaně působil jako pretoriánský prefekt. Jiní badatelé, vycházející z údajů obsažených ve fragmentech Olympiodorova díla, se domnívají, že jeho otcem měl být muž jménem Maximus. Vyloučit nelze ani možnost, že by mohl být potomkem Magna Maxima, třebaže tato teorie se zdá být nejméně věrohodnou.
Maximus prodělal dlouhou a pozoruhodnou kariéru v civilní správě západořímské říše za císařů Honoria, Joanna a Valentiniana III. Jeho politická dráha začala nejspíše kolem roku 411, kdy zastával praeturu, tehdy již čistě ceremoniální funkci spojenou především s povinností financovat veřejné hry. Patrně v roce 415, tedy před dosažením dvacátého roku života, zastával hodnost tribunus et notarius, první důležitější úřad, zajišťující vstup do císařské administrativy. V letech 416 až 419 dohlížel na státní finance jako comes sacrarum largitionum. V období mezi lednem 420 a zářím 421 sloužil v Římě jako městský prefekt (praefectus urbi) a tento post poté vykonával ještě jednou, někdy před rokem 439. V hodnosti prefekta dal obnovit starobylou baziliku svatého Petra. Někdy mezi léty 421 a 439 se domohl úřadu pretoriánského prefekta a byl ustaven konzulem pro rok 433.
Od srpna 439 do února 441 Maximus působil jako pretoriánský prefekt Itálie a v roce 443 se stal podruhé konzulem. V prosinci 445 byl poctěn titulem patricius, čímž dosáhl vrcholu své kariéry. Bohatství, nabyté v průběhu svého politického vzestupu, využil v letech 443 a 445 k vybudování fora na pahorku Caeliu. Jako nejvíce dekorovaný senátor se Maximus těšil mimořádné vážnosti a prestiži mezi příslušníky svého stavu. Předčil ho pouze generál (magister militum) Aetius, skutečný vládce západořímské říše na místo slabého císaře Valentiniana III.

### Získání trůnu

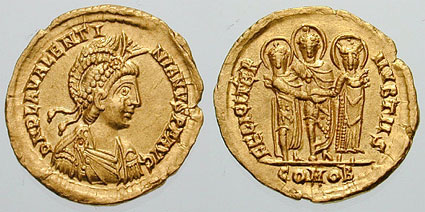
Solidus zobrazující Valentiniana III.

Maximus byl považován za jedince oddaného Aetiovi, za jehož dominance dosáhl svých největších úspěchů. Přesto to byl právě on, kdo měl v roce 454 iniciovat Aetiovo zavraždění. Prokopios z Kaisareie a Ioannes z Antiochie zmiňují poměrně spletité důvody vedoucí Maxima ke spiknutí proti Aetiovi: Maximus měl krásnou a moudrou ženu. Valentinianus po ní zatoužil a přiměl ho, aby s ním hrál v kostky. Když nad Maximem zvítězil, vynutil si na něm jako trofej jeho prsten. Ten pak nechal donést Maximově manželce se vzkazem, aby se odebrala do císařského paláce. Jakmile žena obdržela prsten, domnívala se, že zprávu jí poslal její manžel, a učinila, co se po ní žádalo. V paláci se jí ale proti její vůli zmocnil Valentinianus. Po návratu domů manželovi vyčetla, že ji hanebně podvedl a dovolil císaři, aby ji zneuctil. Když se Maximus dozvěděl, co se přihodilo, odpřisáhl Valentinianovi pomstu.
Jak dále uvádí Prokopios, Maximus si uvědomoval, že dokud bude naživu Aetius, nebude moci realizovat svůj záměr proti Valentinianovi. Rozhodl se proto všemocného generála zbavit. Za tímto účelem se spojil s eunuchem Heracliem, zastávajícím post císařského komořího (primicerius sacri cubiculi). Heraclius měl na císaře značný vliv a dlouhodobě na Aetia nevražil. Společnými silami potom přesvědčili císaře, že mu ze strany generála hrozí nebezpečí, a je nutné ho odstranit. Císař ochotně uvěřil jejich obviněním, protože se cítil Aetiem zastiňován. Během jedné porady, konané v září 454, generál přednášel zprávu o státních financích. Valentinianus při tom seskočil z trůnu a s křikem, že již déle nebude snášet zradu, se společně s Heracliem vrhl na Aetia a zavraždil ho.
Ambiciózní Maximus doufal, že po Aetiově smrti zaujme jeho uprázdněné místo, nicméně Valentinianus zklamal jeho naděje. Heraclius, poháněný stejnou ctižádostivostí, nechtěl připustit, aby mu v Maximovi vyrostl nový konkurent, a doporučil císaři, aby nevkládal do rukou jediného muže tolik moci, kolik jí dosud třímal Aetius. Podle Ioanna z Antiochie měl být Maximus Valentinianovým odmítnutím natolik rozzuřen, že pojal úmysl zavraždit ho. Za své komplice si zvolil dva gardové důstojníky, barbary Optilu a Thraustilu, kteří bojovali pod Aetiovým velením a byli přiděleni jako císařův doprovod. Maximus jim sdělil, že odpovědnost za Aetiovu smrt leží plně na Valentinianových bedrech, a že oni dva by měli pomstít smrt svého bývalého velitele. Současně jim přislíbil odměnu, pokud zradí císaře. 16. března 455 se Valentinianus s několika tělesnými strážci vydal v Římě na Martovo pole, aby se procvičil v lukostřelbě. Z Priskova líčení vyplývá, že když císař slezl s koně, Optila ho udeřil do spánku. Valentinianus se otočil, aby pohlédl na útočníka, načež mu Optila zasadil druhou ránu, namířenou do obličeje. Thraustila v témže momentě usmrtil Heraclia. Poté si s císařským diadémem měli pospíšit za Maximem.
Valentinianus neměl žádného mužského potomka, a jeho vražda tak způsobila, že se západořímská říše ocitla bez legitimního nástupce trůnu. Záhy se vyskytli tři pretendenti císařské hodnosti: někdejší příslušník Aetiovy tělesné strážce egyptského původu Maximianus, pozdější císař Maiorianus, který velel vojsku po generálově smrti a jehož silně upřednostňovala císařovna vdova Licinie Eudoxie, a Maximus, podporovaný svými kolegy z římského senátu. Ten si nakonec 17. března zajistil vládu rozdělením peněz mezi členy císařského paláce.

### Krátká vláda

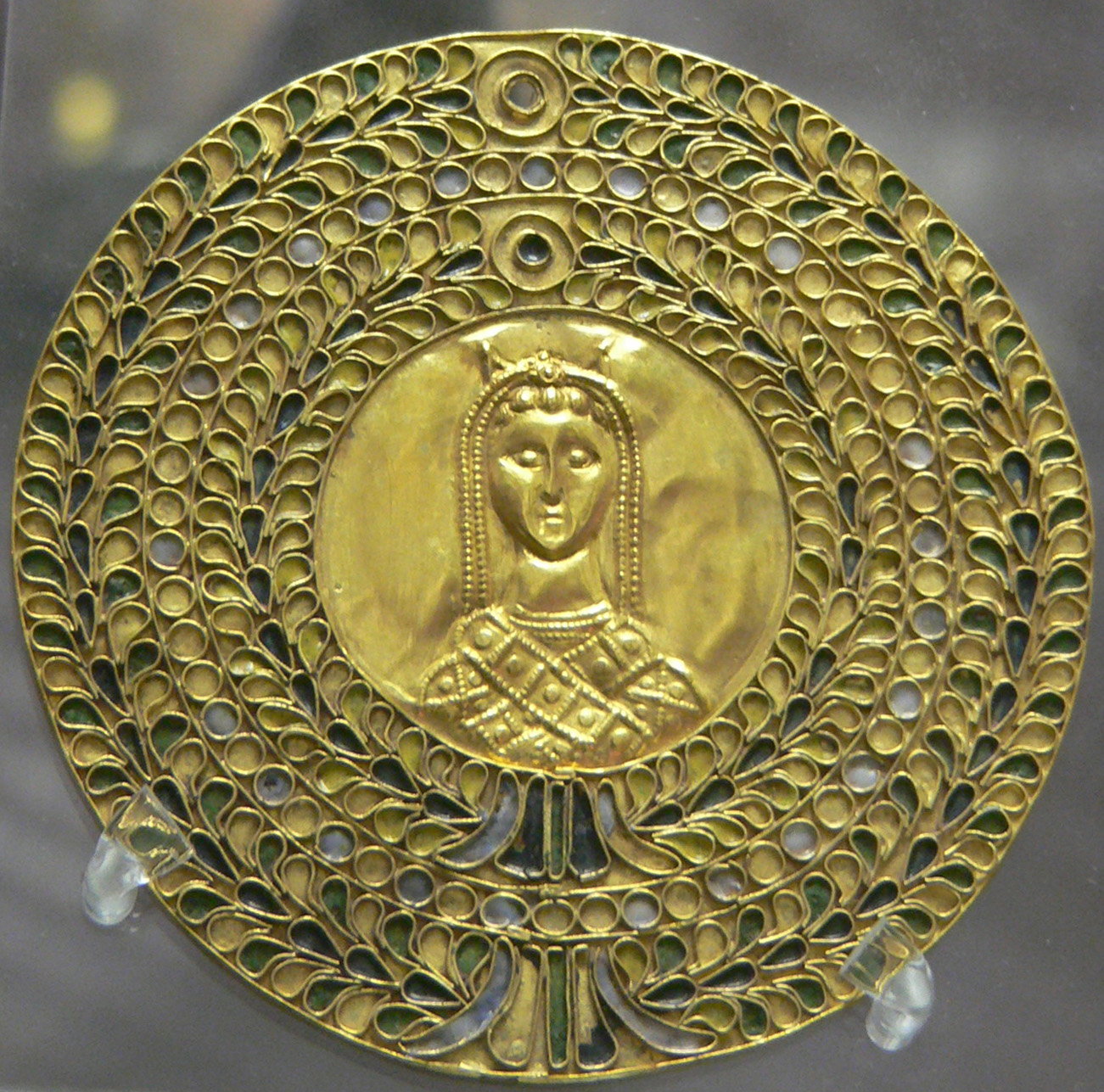
Medailón zobrazující Licinii Eudoxii, vdovu po Valentinianovi III., přinucenou Petroniem Maximem ke svatbě

Prosper z Akvitánie s nelibostí poznamenává, že Maximus po uchopení moci nepřikročil k potrestání vrahů svého předchůdce, nýbrž je přijal za své přátele. O několik dnů později donutil Valentinianovu manželku, jíž bylo zakázáno projevovat zármutek nad ztrátou muže, aby se za něho provdala. Eudoxie tak učinila jen zdráhavě, neboť ho podezřívala z účasti na vraždě svého manžela. Krátce nato Maximus povýšil svého syna Palladia do hodnosti caesara a oženil ho s Valentinianovou a Eudoxiinou dcerou Eudokií. Těmito dynastickými svazky zamýšlel upevnit svoji nestabilní vládu a dosáhnout potřebné legitimity. Smířlivost vůči Valentinianovým vrahům mohla být diktována nezbytností, jelikož Maximus nebyl schopen získat kontrolu nad armádou. Jeho pozici navíc podkopávala skutečnost, že se mu nedostalo uznání ze strany východního císaře Marciana.
Nový císař jmenoval galorománského senátora Eparchia Avita, svého dřívějšího kolegu v úřadu pretoriánského prefekta, vojenským velitelem v Galii (magister militum Gallias). Ihned poté ho vyslal do Tolosy (dnešní Toulouse), aby se tam ucházel o přízeň mocných Vizigótů, sídlících v jihozápadní Galii. S jejich pomocí si chtěl zabezpečit loajalitu území nacházejících se mimo Itálii.
Maximus dal v průběhu svého panování v Římě vyrazit velké množství zlatých mincí. Tyto mince se obvykle razily v místě, kde se císař zdržoval. Proto je překvapivé, že značný počet jeho zlatých mincí byl nalezen i v Ravenně. Z toho se usuzuje, že Maximus usiloval o podporu armády prostřednictvím velkorysých donací.

### Příchod Vandalů a smrt
Jistý byzantský historik přičítá Maximův pád jeho manželce Licinii Eudoxii, jíž byl sňatek s ním vnucen. Eudoxie nenáviděla Maxima kvůli jeho údajnému podílu na vraždě Valentiniana. Po vzoru Honorie, která o několik let dříve požádala o pomoc hunského vládce Attilu, měla tedy z Afriky povolat vandalského krále Geisericha. Provdáním Eudokie za Palladia navíc Maximus zrušil zasnoubení Valentinianovy dcery a Geiserichova syna Hunericha.
Brzy po Maximově nástupu na trůn Vandalové v čele s Geiserichem vypluli ze severní Afriky do Itálie. Prameny se shodují, že když se Maximovi donesly zvěsti o hrozícím útoku Vandalů, podlehl panice a pokusil se uprchnout z Říma. Srocený dav, rozvášněný zprávami o blížících se barbarech, však Maxima, opuštěného svou tělesnou stráží, 31. května 455 zabil a jeho rozsápané ostatky vhodil do Tiberu. Pozdně antičtí historikové se poněkud rozcházejí v podrobném popisu okolností Maximovy smrti: Prosper uvádí, že ho zavraždili císařští otroci. Naproti tomu Hydatius se zmiňuje o tom, že se Maximus zamýšlel vzdát vlády, a když se vydal na útěk, vzbouření vojáci ho usmrtili. Jordanes dodává, že císaře měl připravit o život římský voják jménem Ursus. Sidonius Apollinaris připisuje rozpoutání vřavy, v níž Maximus zahynul, jistému vysoce postavenému Burgundovi. Maximův syn Palladius měl zemřít společně se svým otcem.
Dva dny po Maximově zavraždění Geiserich bez boje vstoupil do Říma a po dobu následujících čtrnácti dnů Vandalové drancovali a plenili věčné město, jež zbavili četných cenností a pokladů. Na přímluvu papeže Lva I. se měli zdržet násilí vůči obyvatelům Říma. Kromě ohromné kořisti s sebou do Kartága odvedli také mnoho významných a vážených zajatců, včetně Valentinianovy vdovy Licinie Eudoxie, obou jejich dcer Eudokie a Placidie a přítomných senátorů. Nedlouho po těchto událostech se Avitus s podporu Vizigótů prohlásil v Galii za císaře.

### Prameny
- JORDANES. Gótské dějiny; Římské dějiny. Praha: Argo, 2012 ISBN 978-80-257-0744-9
- PROKOPIOS Z KAISAREIE. Válka s Peršany a Vandaly. Praha: Odeon, 1985